# Perry Mason e la rossa ambiziosa
Perry Mason e la rossa ambiziosa (The Case of the Restless Redhead) è un romanzo giallo del 1954 scritto da Erle Stanley Gardner, e appartenente alla serie con protagonista l'avvocato Perry Mason.

## Trama
A Perry Mason è capitato di essere assunto dai clienti più disparati, ma mai da un avvocato. Stavolta è un suo giovane collega, Frank Deely, nominato difensore d'ufficio della giovane cameriera Evelyn Bagby (la "rossa ambiziosa" del titolo), a chiedere l'aiuto del celebre avvocato: la sua cliente è accusata del furto dei gioielli dell'attrice hollywoodiana Helene Chaney, perché è stata trovata in possesso di un braccialetto della refurtiva, e perché un testimone è certo di averla vista armeggiare intorno alla macchina della star e della sua amica Irene Keith. Mason dà a Deely qualche veloce lezione di controinterrogatorio, e il giovane avvocato riesce a far crollare la testimonianza del testimone e a far rilasciare la sua cliente.
Ora Evelyn avrebbe diritto ad un risarcimento per l'ingiustizia in cui è incappata, e mentre quello a cui lei più aspira è un provino cinematografico, Mason - fiutando qualcosa di sospetto nell'accusa montata contro di lei - punta a farle ottenere una forte somma da Irene Keith, che sembra molto incline a una trattativa. Ma presto per la "rossa ambiziosa" le cose si complicano: prima si trova in possesso di una pistola; poi qualcuno tenta di mandarla fuori strada con la sua macchina, e lei d'istinto reagisce sparando due colpi al misterioso aggressore; infine viene trovata una macchina in una scarpata, con un cadavere dentro...e a quel cadavere hanno sparato proprio con una pistola simile a quella usata da Evelyn.
Chi era la vittima? Questo omicidio è legato in qualche modo al furto di gioielli? Che interessi hanno Helene Chaney, il suo promesso sposo Mervyn Aldrich e Irene Keith? E c'entra qualcosa il fatto che Evelyn dichiari di aver riconosciuto nel precedente marito di Helen, Steve Merrill, un uomo che l'aveva truffata anni prima?
Sono tutte domande alle quali dovrà trovare una risposta Perry Mason.

## Edizioni italiane
- Perry Mason e la rossa ambiziosa, collana Il Giallo Mondadori n. 393, Arnoldo Mondadori Editore, agosto 1956.
- Perry Mason e la rossa ambiziosa, traduzione di Giuseppe Gogioso, collana I classici del Giallo Mondadori n. 1376, Arnoldo Mondadori Editore, settembre 2015, pp. 158.